# Брукс (Кентуккі)
Брукс (англ. Brooks) — переписна місцевість (CDP) в США, в окрузі Буллітт штату Кентуккі. Населення — 2469 осіб (2020).

## Географія
Брукс розташований за координатами 38°3′59″ пн. ш. 85°43′0″ зх. д. / 38.06639° пн. ш. 85.71667° зх. д. (38.066265, -85.716630).  За даними Бюро перепису населення США в 2010 році переписна місцевість мала площу 11,71 км², з яких 11,63 км² — суходіл та 0,08 км² — водойми. В 2017 році площа становила 9,98 км², з яких 9,91 км² — суходіл та 0,06 км² — водойми.

## Демографія
Згідно з переписом 2010 року, у переписній місцевості мешкала 2401 особа в 954 домогосподарствах у складі 685 родин. Густота населення становила 205 осіб/км².  Було 1065 помешкань (91/км²).
Расовий склад населення:
| - 94,8 % — білих - 1,0 % — чорних або афроамериканців - 0,6 % — азіатів - 0,5 % — корінних американців - 0,1 % — вихідців з тихоокеанських островів - 1,7 % — осіб інших рас |

До двох чи більше рас належало 1,2 %. Частка іспаномовних становила 3,5 % від усіх жителів.
За віковим діапазоном населення розподілялося таким чином: 21,0 % — особи молодші 18 років, 64,7 % — особи у віці 18—64 років, 14,3 % — особи у віці 65 років та старші. Медіана віку мешканця становила 43,7 року. На 100 осіб жіночої статі у переписній місцевості припадало 96,5 чоловіків;  на 100 жінок у віці від 18 років та старших — 97,8 чоловіків також старших 18 років.
Середній дохід на одне домашнє господарство  становив 50 335 доларів США (медіана — 41 215), а середній дохід на одну сім'ю — 66 953 долари (медіана — 60 469). Медіана доходів становила 44 297 доларів для чоловіків та 35 489 доларів для жінок. За межею бідності перебувало 9,9 % осіб, у тому числі 2,3 % дітей у віці до 18 років та 8,7 % осіб у віці 65 років та старших.
Цивільне працевлаштоване населення становило 1139 осіб. Основні галузі зайнятості: освіта, охорона здоров'я та соціальна допомога — 25,4 %, роздрібна торгівля — 14,9 %, виробництво — 10,3 %, фінанси, страхування та нерухомість — 9,4 %.